# Нортлейк (Південна Кароліна)
Нортлейк (англ. Northlake) — переписна місцевість (CDP) в США, в окрузі Андерсон штату Південна Кароліна. Населення — 3818 осіб (2020).

## Географія
Нортлейк розташований за координатами 34°34′20″ пн. ш. 82°41′9″ зх. д. / 34.57222° пн. ш. 82.68583° зх. д. (34.572141, -82.685795).  За даними Бюро перепису населення США в 2010 році переписна місцевість мала площу 13,43 км², з яких 10,69 км² — суходіл та 2,74 км² — водойми.

## Демографія
Згідно з переписом 2010 року, у переписній місцевості мешкало 3745 осіб у 1579 домогосподарствах у складі 1084 родин. Густота населення становила 279 осіб/км².  Було 1786 помешкань (133/км²).
Расовий склад населення:
| - 85,8 % — білих - 9,2 % — чорних або афроамериканців - 1,8 % — азіатів - 0,5 % — корінних американців |

До двох чи більше рас належало 1,8 %. Частка іспаномовних становила 2,0 % від усіх жителів.
За віковим діапазоном населення розподілялося таким чином: 20,3 % — особи молодші 18 років, 62,0 % — особи у віці 18—64 років, 17,7 % — особи у віці 65 років та старші. Медіана віку мешканця становила 44,7 року. На 100 осіб жіночої статі у переписній місцевості припадало 92,7 чоловіків;  на 100 жінок у віці від 18 років та старших — 93,1 чоловіків також старших 18 років.
Середній дохід на одне домашнє господарство  становив 73 567 доларів США (медіана — 65 409), а середній дохід на одну сім'ю — 81 902 долари (медіана — 79 174). Медіана доходів становила 56 786 доларів для чоловіків та 43 482 долари для жінок. За межею бідності перебувало 7,6 % осіб, у тому числі 13,4 % дітей у віці до 18 років та 1,3 % осіб у віці 65 років та старших.
Цивільне працевлаштоване населення становило 1988 осіб. Основні галузі зайнятості: виробництво — 23,6 %, освіта, охорона здоров'я та соціальна допомога — 21,2 %, роздрібна торгівля — 10,9 %, оптова торгівля — 6,3 %.